# Symbiopsis smalli
Symbiopsis smalli är en fjärilsart som beskrevs av Nicolay 1971. Symbiopsis smalli ingår i släktet Symbiopsis och familjen juvelvingar. Inga underarter finns listade i Catalogue of Life.